# Nigel Hayes
Nigel Hayes-Davis, plus connu sous le nom de Nigel Hayes, né le 16 décembre 1994 à Westerville, en Ohio, est un joueur américain de basket-ball évoluant aux postes d'ailier et ailier fort.

## Biographie
En juin 2019, Hayes signe un contrat d'un an (avec une année supplémentaire en option) avec le Žalgiris Kaunas.
Le 22 août 2021, il s'engage avec le FC Barcelone pour une saison.
En juillet 2022, Hayes rejoint le Fenerbahçe SK pour une saison.
Le 29 mars 2024, Hayes établit un nouveau record du nombre de points marqués dans une rencontre d'Euroligue avec 50 points (à 18 sur 27 au tir). Le précédent record était détenu depuis 2019 par Shane Larkin avec 49 points.
Le 01 juillet 2025, Nigel Hayes-Davis débarque aux Suns de Phoenix pour un contrat d'un an. Il signe donc son grand retour en NBA, sept ans après son départ des Kings de Sacramento.

## Palmarès
- Champion de Lituanie 2020, 2021
- Vainqueur de la Coupe du Roi 2022
- Champion de Turquie 2024
- Vainqueur de la Coupe de Turquie 2024 et 2025
- Vainqueur de l'Euroligue 2024-2025 avec le Fenerbahçe
- Meilleur joueur du Final Four de l'Euroligue 2024-2025